# TCR Benelux
Het TCR Benelux Touring Car Championship is een raceklasse georganiseerd door de RACB en Kronos Events. In het kampioenschap wordt gereden met auto's die voldoen aan het TCR-reglement.
In december 2014 maakte de RACB bekend het TCR Benelux-kampioenschap op te richten. Het inaugurele seizoen was in 2016, met een eenmalige wedstrijd op het Circuit Jules Tacheny op 15 oktober 2015. De rondes worden verreden op circuit in de Benelux en bestaan elk uit 5 races. Elk weekend heeft 1 kwalificatierace van 60 minuten, met een verplichte pitstop, en 4 sprintraces van 20 minuten. Naast het normale rijderskampioenschap is er ook een juniorkampioenschap.

## Kampioenen
| Jaar | Kampioen           | Team                  | Merk  | Beste Junior       |
| ---- | ------------------ | --------------------- | ----- | ------------------ |
| 2016 | Stéphane Lémeret   | Boutsen Ginion Racing | Honda | Romain de Leval    |
| 2017 | Benjamin Lessennes | Boutsen Ginion Racing | Honda | Benjamin Lessennes |